# Голендри-Козеніцькі
Голендри-Козеніцькі (пол. Holendry Kozienickie) — село в Польщі, у гміні Козениці Козеницького повіту Мазовецького воєводства.
Населення — 277 осіб (2011).
У 1975-1998 роках село належало до Радомського воєводства.

## Демографія
Демографічна структура станом на 31 березня 2011 року:
|          | Загалом | Допрацездатний вік | Працездатний вік | Постпрацездатний вік |
| -------- | ------- | ------------------ | ---------------- | -------------------- |
| Чоловіки | 148     | 24                 | 104              | 20                   |
| Жінки    | 129     | 24                 | 78               | 27                   |
| Разом    | 277     | 48                 | 182              | 47                   |